# Colpoptera punctata
Colpoptera punctata är en insektsart som beskrevs av Metcalf 1954. Colpoptera punctata ingår i släktet Colpoptera och familjen sköldstritar. Inga underarter finns listade i Catalogue of Life.